# Oldenlandia ruelliformis
Oldenlandia ruelliformis är en måreväxtart som beskrevs av Jean Baptiste Louis Pierre och Charles-Joseph Marie Pitard. Oldenlandia ruelliformis ingår i släktet Oldenlandia och familjen måreväxter.
Artens utbredningsområde är Laos. Inga underarter finns listade i Catalogue of Life.